# 有声舌唇破裂音
有声舌唇破裂音（ゆうせい ぜっしん はれつおん、英: Voiced linguolabial plosive、voiced linguolabial stop）は、一部の音声言語で使用される子音の一種である。これを表わす国際音声記号は ⟨d̼⟩ または ⟨b̺⟩。

## 特徴
特徴:
- 調音方法は閉鎖であり、これは声道中の気流を遮ることによって生み出されることを意味する。鼻から排気されない口音でもあるため、気流は完全に妨げられ、そして子音は破裂音になる。
- 調音部位は舌唇であり、これは上唇に対して舌を使って調音されることを意味する。
- 発声は有声であり、これは調音の間に声帯が振動することを意味する。
- 口音であり、これは空気が口だけから抜けることができることを意味する。
- 気流機構は肺臓的であり、これは、ほとんどの音と同様に、肺と横隔膜だけで空気を押すことによって調音されることを意味する。

## 存在
| 言語       | 言語         | 単語 | IPA      | 意味 | 注記 |
| ---------- | ------------ | ---- | -------- | ---- | ---- |
| ビジャゴ語 | カジョコ方言 |      | [nɔ̀d̼ɔ́ːɡ] | '石' |      |

ビジャゴ語におけるこの舌唇音は一般的にたたき音 [ɾ̼] として実現される。